# دم‌بادبزنی دم‌دارچینی
دم‌بادبزنی دم‌دارچینی (نام علمی: Rhipidura fuscorufa) نام یک گونه از سرده دم‌بادبزنی است.